# گدا (فیلم)
«گدا» (انگلیسی: The Beggar (film)) یک فیلم است که در سال ۱۹۸۳ منتشر شد. از بازیگران آن می‌توان به عادل امام اشاره کرد.